# Kannemeyèrids
Els kannemeyèrids (Kannemeyeriidae) són una família de sinàpsids de l'ordre dels teràpsids o rèptils mamiferoides. Eren robusts, tenien bec i, de vegades, ullals. Van ser els herbívors dominants a la Terra durant la major part del Triàsic. Encara que compartiren la Terra amb els dinosaures, pertanyen a un grup completament diferent de rèptils.

## Taxonomia
Els kannemeyèrids inclouen nombrosos gèneres, alguns d'ells dubtosos:
- Acratophorus
- ?Angonisaurus[2]
- Barysoma
- ?Calleonasus
- Chanaria
- Dolichuranus
- Edaxosaurus
- Kannemeyeria
- Parakennemeyeria
- Rabidosaurus
- Rechnisaurus
- Rhinocerocephalus
- Sinokannemeyeria
- Tetragonias
- Uralokannemeyeria
- Vinceria
- Wadiasaurus